# Djedchonsiuefanch
Djedchonsiuefanch war der Sohn des Königs (Pharao) von Oberägypten Pinudjem I. und war um 1046 bis 1045 v. Chr. während der ausgehenden 20. bis zum Beginn der 21. Dynastie (Dritte Zwischenzeit) Hohepriester des Amun in Theben.
Sein Name bedeutet Chons hat gesagt: er wird leben. Er ist der Nachfolger seines Bruders Masaharta als Hohepriester. Über die beiden Jahre seiner Herrschaft ist nichts weiteres bekannt, sein Name selbst ist nur durch eine Inschrift auf einem heute verschollenen Sarg überliefert.
Weitere Geschwister waren die Hohenpriester Psusennes I., Mencheperre sowie die „Gottesgemahlin des Amun“ Maatkare.